# ルネット

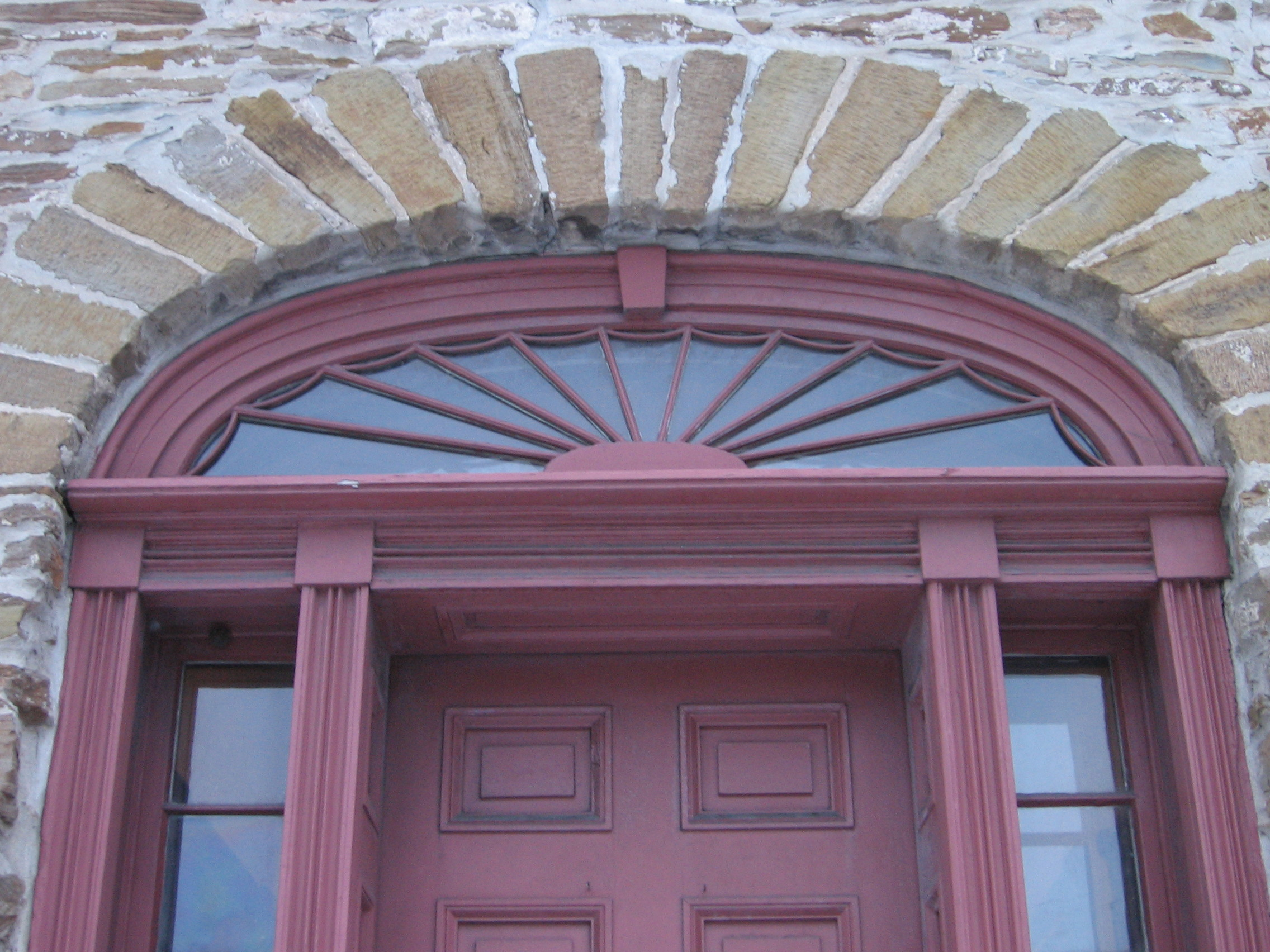
扉の上の偏平なルネット（扇窓）

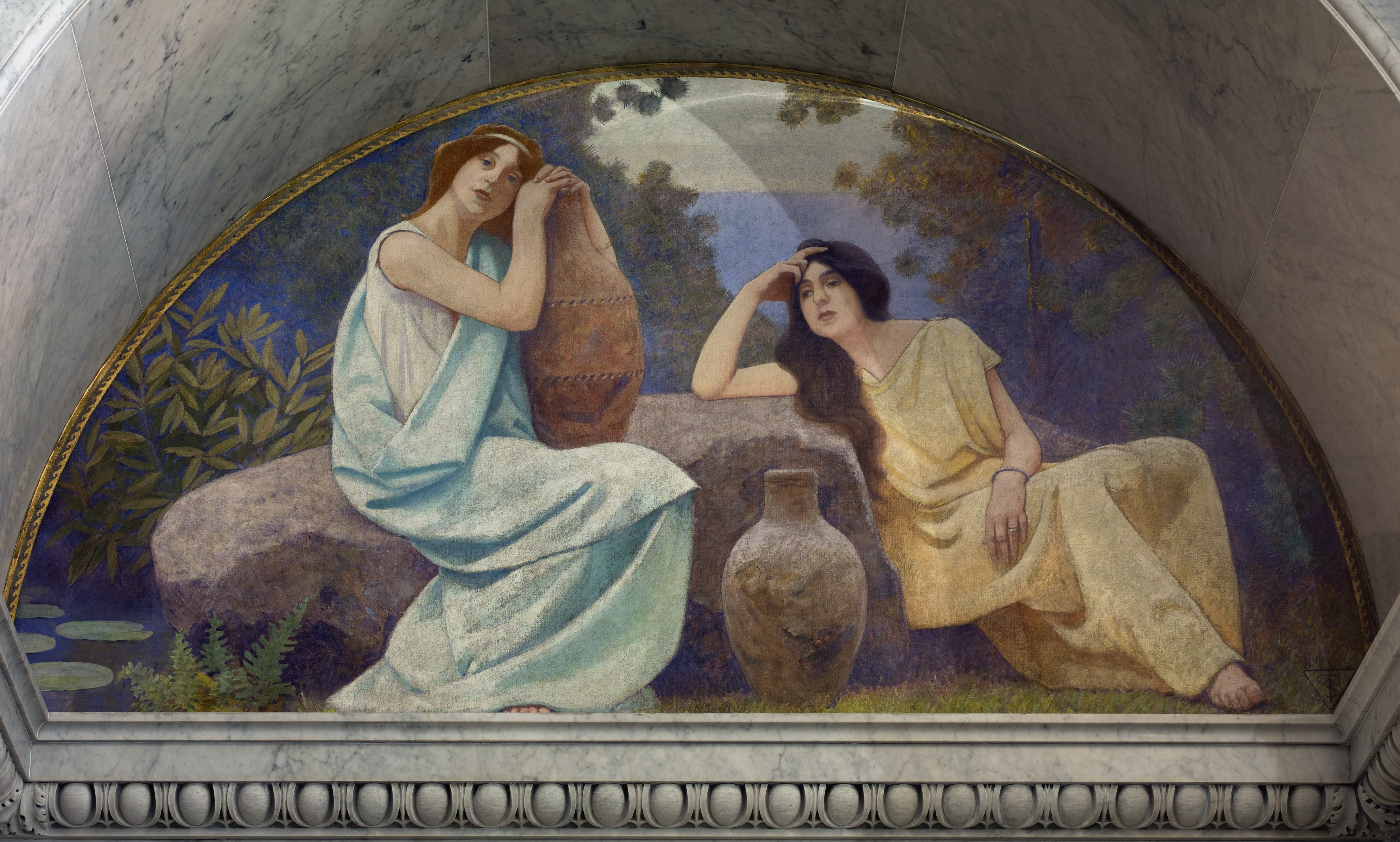
アメリカ議会図書館のルネットに描かれた壁画。Charles Sprague Pearce作 Rest (1896)

ルネット（仏:lunette）は、壁面の半円形の部分を指し、開口部（窓）になっている場合もある。フランス語で「小さな月」を意味する。アーチの土台となっている柱の上に水平なコーニスを差し渡したとき、その上のアーチとの間にルネットができる。ドアの上に半円形のアーチを形成したときの壁面または窓がルネットとなる。主玄関の上の窪んでいて装飾されたルネットは、ティンパヌムと呼ばれることがある。
一般に室内のヴォールトと壁面の接したところにできる半円形の部分を指して使う。ミケランジェロはシスティーナ礼拝堂のルネットを見て、その部分を最後の審判の構成に利用した。
新古典主義建築のロバート・アダムや同時代のフランスの建築家アンジュ＝ジャック・ガブリエルらは、浅いアーチに窓を設置する方式を好んだ。半円形のルネットは放射状のモチーフに適していた。
アーチが楕円形の場合、ルネットは扁平になるが、これもやはりルネットと呼ぶ。
ルネットが窓になっている場合、これを「弦月窓 (half-moon window)」または「扇窓 (fanlight)」と呼ぶ。